# Grand Prix Formule 1 van Saoedi-Arabië 2022
De Grand Prix Formule 1 van Saoedi-Arabië 2022 werd verreden op 27 maart op het Jeddah Corniche Circuit in Jeddah. Het was de tweede race van het seizoen.
Sebastian Vettel (Aston Martin) werd opnieuw vervangen door Nico Hülkenberg. Vettel kampte met de naweeën van een coronabesmetting en kon nog steeds geen negatieve test overleggen.

## Achtergrond
Op vrijdag werd de tweede vrije training met 15 minuten uitgesteld als gevolg van een explosie in een naburige olieraffinaderij van Aramco. De oorzaak hiervan was een raketaanval vanuit Jemen. Meteen na de vrije training werd een meeting gehouden met de FIA, teambazen en coureurs. Hoewel initieel werd aangekondigd dat het weekend verder zou verlopen volgens schema, bleek er onenigheid met de coureurs en de Grand Prix Drivers' Association (GPDA) die voor een afgelasting waren. Na verder debat binnen de GPDA en overleg met de teams en FIA werd uiteindelijk toch besloten om te racen.

## Vrije trainingen

### Uitslagen
- Enkel de top vijf wordt weergegeven.

| Vrije training 1 | Pos. | Nr. | Coureur          | Constructeur         | Tijd     |
| ---------------- | ---- | --- | ---------------- | -------------------- | -------- |
| Vrije training 1 | 1    | 16  | Charles Leclerc  | Ferrari              | 1:30.772 |
| Vrije training 1 | 2    | 1   | Max Verstappen   | Red Bull Racing-RBPT | 1:30.888 |
| Vrije training 1 | 3    | 77  | Valtteri Bottas  | Alfa Romeo-Ferrari   | 1:31.084 |
| Vrije training 1 | 4    | 55  | Carlos Sainz jr. | Ferrari              | 1:31.139 |
| Vrije training 1 | 5    | 10  | Pierre Gasly     | AlphaTauri-RBPT      | 1:31.317 |
| Vrije training 2 | Pos. | Nr. | Coureur          | Constructeur         | Tijd     |
| Vrije training 2 | 1    | 16  | Charles Leclerc  | Ferrari              | 1:30.074 |
| Vrije training 2 | 2    | 1   | Max Verstappen   | Red Bull Racing-RBPT | 1:30.214 |
| Vrije training 2 | 3    | 55  | Carlos Sainz jr. | Ferrari              | 1:30.320 |
| Vrije training 2 | 4    | 11  | Sergio Pérez     | Red Bull Racing-RBPT | 1:30.360 |
| Vrije training 2 | 5    | 44  | Lewis Hamilton   | Mercedes             | 1:30.513 |
| Vrije training 3 | Pos. | Nr. | Coureur          | Constructeur         | Tijd     |
| Vrije training 3 | 1    | 16  | Charles Leclerc  | Ferrari              | 1:29.735 |
| Vrije training 3 | 2    | 1   | Max Verstappen   | Red Bull Racing-RBPT | 1:29.768 |
| Vrije training 3 | 3    | 11  | Sergio Pérez     | Red Bull Racing-RBPT | 1:29.833 |
| Vrije training 3 | 4    | 55  | Carlos Sainz jr. | Ferrari              | 1:30.009 |
| Vrije training 3 | 5    | 77  | Valtteri Bottas  | Alfa Romeo-Ferrari   | 1:30.030 |

## Kwalificatie
Sergio Pérez behaalde de eerste pole position in zijn carrière. De kwalificatie lag 57 minuten stil tijdens Q2 nadat Mick Schumacher tegen de muur klapte in bocht 10 met een snelheid van 260 km/u. De sensor op de wagen registreerde een impact van 33G en de auto was zo goed als volledig verwoest. Schumacher was bij bewustzijn na het ongeluk en werd per helikopter naar het King Faddah militair ziekenhuis vervoerd voor preventief onderzoek, er werden geen noemenswaardige kwetsuren opgemerkt.
| Pos.                   | Nr. | Coureur          | Constructeur          | Kwalificatietijden | Kwalificatietijden | Kwalificatietijden | Grid  |
| Pos.                   | Nr. | Coureur          | Constructeur          | Q1                 | Q2                 | Q3                 | Grid  |
| ---------------------- | --- | ---------------- | --------------------- | ------------------ | ------------------ | ------------------ | ----- |
| 1                      | 11  | Sergio Pérez     | Red Bull Racing-RBPT  | 1:29.705           | 1:28.924           | 1:28.200           | 1     |
| 2                      | 16  | Charles Leclerc  | Ferrari               | 1:29.039           | 1:28.780           | 1:28.225           | 2     |
| 3                      | 55  | Carlos Sainz jr. | Ferrari               | 1:28.855           | 1:28.686           | 1:28.402           | 3     |
| 4                      | 1   | Max Verstappen   | Red Bull Racing-RBPT  | 1:28.925           | 1:28.945           | 1:28.461           | 4     |
| 5                      | 31  | Esteban Ocon     | Alpine-Renault        | 1:30.093           | 1:29.584           | 1:29.068           | 5     |
| 6                      | 63  | George Russell   | Mercedes              | 1:29.680           | 1:29.618           | 1:29.104           | 6     |
| 7                      | 14  | Fernando Alonso  | Alpine-Renault        | 1:29.978           | 1:29.295           | 1:29.147           | 7     |
| 8                      | 77  | Valtteri Bottas  | Alfa Romeo-Ferrari    | 1:29.683           | 1:29.404           | 1:29.183           | 8     |
| 9                      | 10  | Pierre Gasly     | AlphaTauri-RBPT       | 1:29.891           | 1:29.418           | 1:29.254           | 9     |
| 10                     | 20  | Kevin Magnussen  | Haas-Ferrari          | 1:29.831           | 1:29.546           | 1:29.588           | 10    |
| 11                     | 4   | Lando Norris     | McLaren-Mercedes      | 1:29.957           | 1:29.651           |                    | 11    |
| 12                     | 3   | Daniel Ricciardo | McLaren-Mercedes      | 1:30.009           | 1:29.773           |                    | 14 *1 |
| 13                     | 24  | Zhou Guanyu      | Alfa Romeo-Ferrari    | 1:29.978           | 1:29.819           |                    | 12    |
| 14                     | 47  | Mick Schumacher  | Haas-Ferrari          | 1:30.167           | 1:29.920           |                    | -- *2 |
| 15                     | 18  | Lance Stroll     | Aston Martin-Mercedes | 1:30.256           | 1:31.009           |                    | 13    |
| 16                     | 44  | Lewis Hamilton   | Mercedes              | 1:30.343           |                    |                    | 15    |
| 17                     | 23  | Alexander Albon  | Williams-Mercedes     | 1:30.492           |                    |                    | 16    |
| 18                     | 27  | Nico Hülkenberg  | Aston Martin-Mercedes | 1:30.534           |                    |                    | 17    |
| 19                     | 6   | Nicholas Latifi  | Williams-Mercedes     | 1:31.817           |                    |                    | 18    |
| Q1 107% tijd: 1:35.271 |     |                  |                       |                    |                    |                    |       |
| DNQ                    | 22  | Yuki Tsunoda     | AlphaTauri-RBPT       | Geen tijd *3       |                    |                    | 19    |

*1 Daniel Ricciardo kreeg een gridstraf van drie plaatsen voor het blokkeren van Esteban Ocon tijdens Q2.

*2 Mick Schumacher trok zich terug van deelname aan de race. Zijn plaats op de grid werd ingenomen door de eerstvolgende coureur na het toepassen van de gridstraffen.

*3 Yuki Tsunoda zette geen tijd neer tijdens Q1 door een probleem met de koeling, maar mocht de volgende dag toch aan de race deelnemen.

## Wedstrijd
Max Verstappen behaalde de eenentwintigste Grand Prix-overwinning in zijn carrière.
| Pos.               | Nr. | Coureur          | Constructeur          | Rondes | Tijd / Oorzaak Uitval | Grid | Punten |
| ------------------ | --- | ---------------- | --------------------- | ------ | --------------------- | ---- | ------ |
| 1                  | 1   | Max Verstappen   | Red Bull Racing-RBPT  | 50     | 1:24:19.293           | 4    | 25     |
| 2                  | 16  | Charles Leclerc  | Ferrari               | 50     | +0.549                | 2    | 19S    |
| 3                  | 55  | Carlos Sainz jr. | Ferrari               | 50     | +8.097                | 3    | 15     |
| 4                  | 11  | Sergio Pérez     | Red Bull Racing-RBPT  | 50     | +10.800               | 1    | 12     |
| 5                  | 63  | George Russell   | Mercedes              | 50     | +32.732               | 6    | 10     |
| 6                  | 31  | Esteban Ocon     | Alpine-Renault        | 50     | +56.017               | 5    | 8      |
| 7                  | 4   | Lando Norris     | McLaren-Mercedes      | 50     | +56.124               | 11   | 6      |
| 8                  | 10  | Pierre Gasly     | AlphaTauri-RBPT       | 50     | +1:02.946             | 9    | 4      |
| 9                  | 20  | Kevin Magnussen  | Haas-Ferrari          | 50     | +1:04.308             | 10   | 2      |
| 10                 | 44  | Lewis Hamilton   | Mercedes              | 50     | +1:13.948             | 15   | 1      |
| 11                 | 24  | Zhou Guanyu      | Alfa Romeo-Ferrari    | 50     | +1:22.215             | 12   |        |
| 12                 | 27  | Nico Hülkenberg  | Aston Martin-Mercedes | 50     | +1:31.742             | 17   |        |
| 13                 | 18  | Lance Stroll     | Aston Martin-Mercedes | 49     | +1 ronde              | 13   |        |
| 14 †               | 23  | Alexander Albon  | Williams-Mercedes     | 47     | schade ongeluk        | 16   |        |
| DNF                | 77  | Valtteri Bottas  | Alfa Romeo-Ferrari    | 36     | Mechaniek             | 8    |        |
| DNF                | 14  | Fernando Alonso  | Alpine-Renault        | 35     | Motor                 | 7    |        |
| DNF                | 3   | Daniel Ricciardo | McLaren-Mercedes      | 35     | Koppeling             | 14   |        |
| DNF                | 6   | Nicholas Latifi  | Williams-Mercedes     | 14     | Ongeluk               | 18   |        |
| DNS                | 22  | Yuki Tsunoda     | AlphaTauri-RBPT       | 0      | Oliedruk              | -    |        |
| DNS                | 47  | Mick Schumacher  | Haas-Ferrari          | 0      | Teruggetrokken        | -    |        |
| Bron: formula1.com |     |                  |                       |        |                       |      |        |

S Charles Leclerc reed voor de zesde keer in zijn carrière een snelste ronde en behaalde hiermee een extra punt.

†0 Alexander Albon haalde de finish niet door schade aan zijn auto, maar heeft wel 90% van de race-afstand afgelegd, waardoor hij wel geklasseerd werd.

## Tussenstanden wereldkampioenschap
Betreft tussenstanden voor het wereldkampioenschap na afloop van de race.

### Coureurs
| Pos. | Nr. | Coureur          | Constructeur         | Punten |
| ---- | --- | ---------------- | -------------------- | ------ |
| 1    | 16  | Charles Leclerc  | Ferrari              | 45     |
| 2    | 55  | Carlos Sainz jr. | Ferrari              | 33     |
| 3    | 1   | Max Verstappen   | Red Bull Racing-RBPT | 25     |
| 4    | 63  | George Russell   | Mercedes             | 22     |
| 5    | 44  | Lewis Hamilton   | Mercedes             | 16     |
| 6    | 31  | Esteban Ocon     | Alpine-Renault       | 14     |
| 7    | 11  | Sergio Pérez     | Red Bull Racing-RBPT | 12     |
| 8    | 20  | Kevin Magnussen  | Haas-Ferrari         | 12     |
| 9    | 77  | Valtteri Bottas  | Alfa Romeo-Ferrari   | 8      |
| 10   | 4   | Lando Norris     | McLaren-Mercedes     | 6      |

### Constructeurs
| Pos. | Constructeur          | Punten |
| ---- | --------------------- | ------ |
| 1    | Ferrari               | 78     |
| 2    | Mercedes              | 38     |
| 3    | Red Bull Racing-RBPT  | 37     |
| 4    | Alpine-Renault        | 16     |
| 5    | Haas-Ferrari          | 12     |
| 6    | Alfa Romeo-Ferrari    | 9      |
| 7    | AlphaTauri-RBPT       | 8      |
| 8    | McLaren-Mercedes      | 6      |
| 9    | Aston Martin-Mercedes | 0      |
| 10   | Williams-Mercedes     | 0      |